# Supercoupe d'Allemagne féminine de football
La Supercoupe d'Allemagne de football féminin est une compétition de football opposant le champion d'Allemagne au vainqueur de la coupe d'Allemagne.
La compétition créée en 1992 s'arrête en 1997. En décembre 2023, la Fédération allemande de football annonce le retour de la compétition pour la saison 2024-2025.

## Palmarès
| Année | Vainqueur             | Résultat | Finaliste           |
| ----- | --------------------- | -------- | ------------------- |
| 1992  | TSV Siegen            | 4-0      | FSV Francfort       |
| 1993  | TuS Niederkirchen     | 2-1      | FSV Francfort       |
| 1994  | Grün-Weiß Brauweiler  | 4-0      | TSV Siegen          |
| 1995  | FSV Francfort         | 4-0      | TSV Siegen          |
| 1996  | FSV Francfort         | 2-0 a.p. | Sportfreunde Siegen |
| 1997  | Grün-Weiss Brauweiler | 1-0      | FC Eintracht Rheine |
|       |                       |          |                     |
| 2024  | Bayern Munich         | 1-0      | VfL Wolfsburg       |